# Abtei von Landévennec

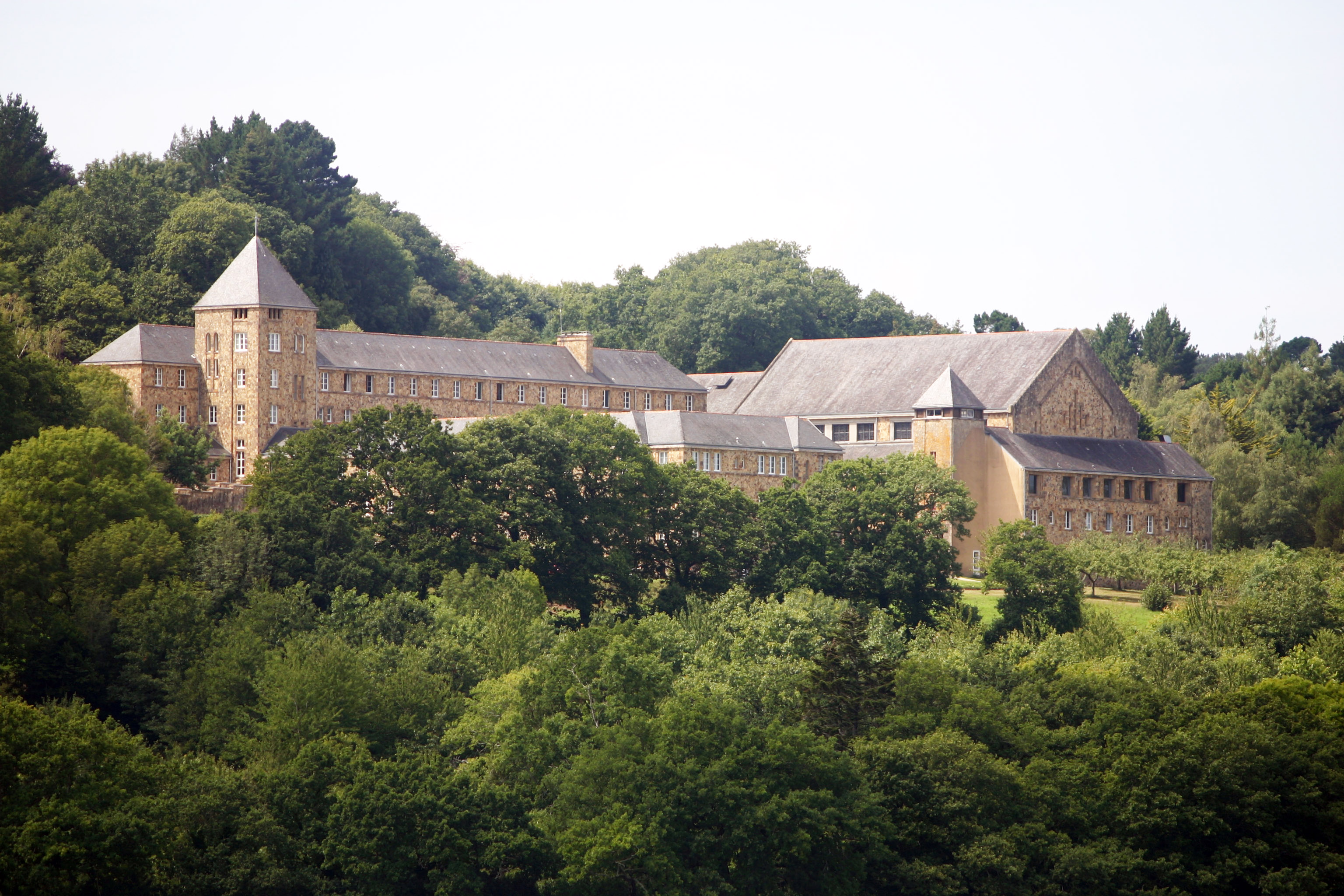
Heutige Benediktinerabtei von Landévennec

Die Abtei Saint-Guénolé von Landévennec (franz. Abbaye Saint Guénolé de Landévennec) ist eine französische Benediktinerabtei in Landévennec bei Plomodiern im Département Finistère, Bretagne. Sie ist dem heiligen Guengalaenus geweiht.

## Geschichte

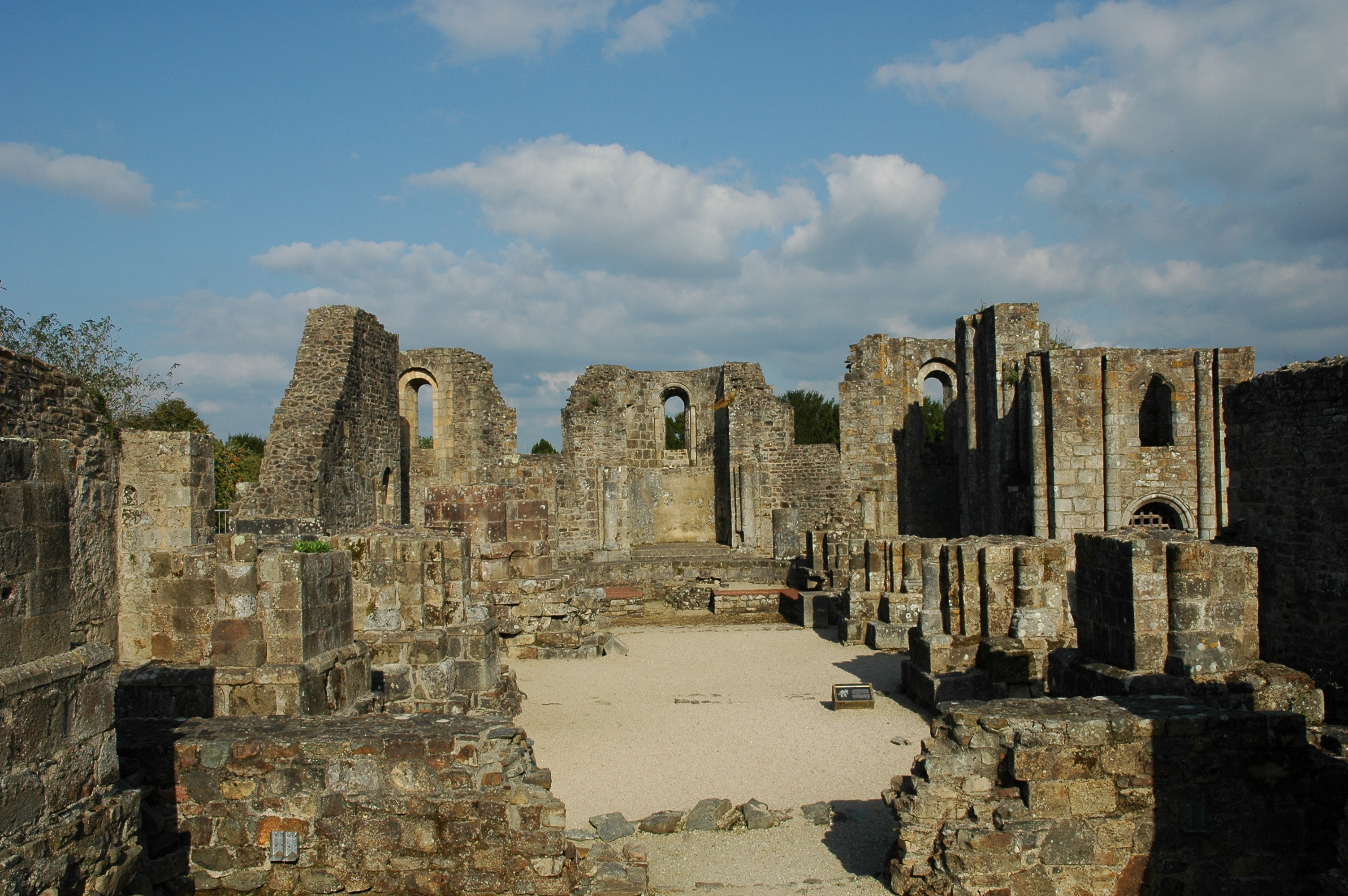
Ruinen der alten Abtei von Landévennec

Das Kloster wurde durch irische Mönche im Jahre 485 n. Chr. gegründet. Ab 818 folgte das Kloster der Benediktregel und führte ein bedeutendes Scriptorium. Die alte romanische Abteikirche wurde zwischen 1050 und 1100 erbaut. Seit dem frühen 16. Jahrhundert Kommende geworden, wurde die Abtei 1636 der Mauriner Kongregation angeschlossen. Während der Französischen Revolution 1789 aufgehoben, wurden kurz darauf die Klostergebäude zerstört.
In unmittelbarer Nachbarschaft zu den Ruinen der alten Abtei erfolgten im Jahr 1958 eine Neugründung des Benediktinerklosters durch die Verlegung des Konventes von Kloster Kerbénéat (in Plounéventer) nach Landévennec und ein Klosterneubau. Die neue Abteikirche Saint-Guénolé konnte 1965 geweiht werden. Die heutigen Mönche gehören der Sublazenser Kongregation des Benediktinerordens an.
Zur Abtei Saint-Guénolé Landévennec gehört das 1981 gegründete Priorat Morne-Saint-Benoît auf Haiti, das etwa 65 Kilometer nördlich von Port-au-Prince liegt. Das Kloster blieb bei dem schweren Erdbeben in Haiti 2010 verschont.